# Рибейран-Вермелью
Рибейран-Вермелью (порт. Ribeirão Vermelho) — муниципалитет в Бразилии, входит в штат Минас-Жерайс. Составная часть мезорегиона Кампу-дас-Вертентис. Входит в экономико-статистический микрорегион Лаврас. Население составляет 3626 человек на 2006 год. Занимает площадь 40,210 км². Плотность населения — 90,2 чел./км².
Праздник города — 26 ноября.

## История
Город основан 27 декабря 1948 года.

## Статистика
- Валовой внутренний продукт на 2003 год составляет 14 146 375,00 реалов (данные: Бразильский институт географии и статистики).
- Валовой внутренний продукт на душу населения на 2003 год составляет 3903,53 реалов (данные: Бразильский институт географии и статистики).
- Индекс развития человеческого потенциала на 2000 год составляет 0,783 (данные: Программа развития ООН).